# Simulium chaudinhense
Simulium chaudinhense (лат.) — вид мелких двукрылых насекомых рода Simulium из семейства Мошки (Simuliidae). Назван по месту обнаружения (Chau Dinh)

## Распространение
Юго-Восточная Азия (Вьетнам, Nghe An, Chau Dinh).

## Описание
Мелкие мошки, длина тела самок 2,0—2,2 мм (у самцов 2,0—2,5 мм). Длина взрослых личинок до 5,1 мм, куколок до 2,5 мм (кокон до 4,0 мм). Отличаются от близких видов жвалами с 5—6 зубцами и сенсорной везикулой, которая равна 0,2—0,3 от длины третьего сегмента нижнечелюстных щупиков, меньшим числом фасеток к глазах. Катэпистернум с волосками. Усики 11-члениковые. Вторая радиальная жилка крыла неразветвлённая. Лапка передней ноги с уплощённым первым члеником базитарзусом. Дорзальная поверхность покрыта щетинками. Гонококситы короче гоностилей. Самки кровососы. Личинки и куколки обитают в водоёмах. Включён в состав подрода Gomphostilbia Enderlein, 1921.